# Frankenheim/Rhön
Frankenheim/Rhön település Németországban, azon belül Türingiában. Lakosainak száma 1036 fő (2023. december 31.).

## Népesség
A település népességének változása:
| Lakosok száma | 1090 | 1085 | 1049 | 1040 | 1036 |
|               | 2017 | 2019 | 2021 | 2022 | 2023 |